# 怪盗アマリリス
『怪盗アマリリス』（かいとうアマリリス）は、和田慎二による日本の漫画。『花とゆめ』（白泉社）にて、1991年1号から1995年22号まで連載された。
女子高生の椎崎奈々が怪盗「アマリリス」として活躍する物語、当初は怪盗ものでスタートするが、中盤はアマリリスがさらに変装して芸能界入りするアイドルものになり、最後は巨大組織との対決が中心となる。
和田慎二のキャラクターとしては最も古い部類に入り、和田が学生時代に部活同人作として書いたスパイもの漫画作品のキャラクター『コードネーム・グリーンナンバー・アマリリス』が源流となる。商業作品としてならば、1973年に発表された短編『快盗アマリリス』（「怪」でなく「快」）が原型となるが、この時点で連載版の設定はほとんどが出揃っている。連載版の番外編『アルカディア作戦』におけるアマリリスの因縁はこの短編版『快盗アマリリス』がベースとなっている。ナナを主演として『超少女明日香』シリーズを映画として製作するエピソードがあり、当作にはそれに由来するキャラクターが頻出している。
花とゆめコミックス版単行本は絶版し、その後、朝日ソノラマの文庫版で再版されたが、こちらも絶版になった。

## あらすじ
基礎ストーリー（怪盗編）
主人公の椎崎奈々は普段は私立「皆星女子高等学校」に通う普通の女子高生。しかし、その裏の顔は怪盗「アマリリス」であり、裏世界ではよく知られた窃盗請負の怪盗集団「華蓮（カレン）」に所属する盗賊である。奈々は、かつて怪盗「白水仙（ナルシス）」として腕を鳴らした母の雪乃やお手伝いのスガちゃんと共に、華蓮の連絡員であるレンタルビデオ店の店長の依頼を受けて怪盗の仕事に邁進していた。その日々の中、奈々は友人達や母の知人の息子である各神遼一郎、隣家に引っ越してきた森村海とその仲間達、さらには海の伯父でアマリリス専任捜査官の転警部を交え、様々なドタバタを繰り広げていく。
アイドル編
奈々はある日、弱小芸能プロダクション「アーサープロ」からスカウトの話を受ける。怪盗家業に支障が出かねないため当初は渋る奈々だったが、本来デビューさせるはずだったタレントに逃げられ、そのタレントが出るはずだったイベントを乗り切るためだけの一日だけの活動だからと押し切られてしまい『フラワー・ドリーム（F.D.）ナナ』としてデビューする事になる。ところが、一日だけという話はどこへやら、あれよあれよと祭り上げられ、気付けば奈々は超人気アイドルになってしまっていた。アーサープロ社長の麻丘やマネージャーの江の木と共にアイドルとして活躍していく奈々。その中で奈々は、アーサープロと対立する大手芸能プロマナベプロが、裏社会からも恐れられる闇組織『黒いオークション』の末端であることを知る。驚いた奈々はF.D.ナナとして『マナベプロ』に、アマリリスとして『黒いオークション』に、面白半分も手伝ってちょっかいをかけていくことになる。
映画編
ある日、ナナは映画の仕事を請けることになる。しかし監督は「所詮、アイドルの出る娯楽映画」と乗り気ではない。「娯楽映画」をけなす監督にナナは怒り、この仕事を降りる事にした。ところが、これが切っ掛けで映画会社に騙された映画ファンから強烈なバッシングを受けることになる。ナナは彼らを見返すため自力で映画を撮ると宣言。友人達を巻き込み裏の人脈も駆使して映画『超少女明日香』を作り上げる。しかし、その間にナナは海に「椎崎奈々=アマリリス」であるという秘密を知られてしまう。逃げようとするナナに海は「映画を撮り終えるまでは、そんなことは許さない」と発破をかける。やがて映画は撮り終わり、映画版『超少女明日香』は大成功を収める。一方で海は奈々のために体を張って階段から落ち、そのショックで秘密を忘れたフリを装う。このことによって奈々は皆と離れることなく変わらぬ日常を送れるようになった。
「アルカディア作戦」編
作品内で死んだ描写のある者や異世界の者を除く和田慎二作品キャラ総出演が特徴の番外編。
ナナの下にファンレターを装った手紙が届く。それは怪盗アマリリスへの招待状だった。もしも応じなければナナの正体をバラすという意思表示であるため、奈々はやむなくアマリリスとして招待を受けることにする。招待された洋館には友人である神恭一郎亡き後の彼の探偵事務所を引き継いだムウ・ミサ、伍堂家に仕える忍者である飛翔の2人がいた。謎の仮面を被った招待主は彼らの弱みや援助を盾に、ある仕事を依頼する。それはナチスの遺産となったある兵器の奪回だった。兵器の正体を知らされないまま3人は兵器を持つ組織の基地に潜入する。そこで待っていたのは信楽老だった。奈々はかつて信楽老の企みを潰し彼を爆殺しており、ムウ・ミサも麻宮サキが死を賭して葬ったと思っていたため、死んだはずの信楽老に我が目を疑う。信楽老の狙いはナチスの遺産である"フランケンシュタイン"をもって不死の力を得ることだった。アマリリスたちの騒動によりフランケンシュタインは目覚め基地は破壊され、信楽老の企みは潰えるが、信楽老は逃げ去ってしまう。一方で洋館の主の目的は、フランケンシュタインを解放し人間の手の届かない場所に彼を逃がす事だった。洋館の主の名は本条亜里沙。彼女は尽力してくれたアマリリスたちの労をねぎらい、それぞれの報酬や秘密の約束を守ることを誓い、彼らの前から姿を消す。フランケンシュタインはアマリリスたちに見送られ、遠く海の彼方を目指して去って行った。
黒いオークション編
黒いオークションとの対立が苛烈になり、ついに彼らはアマリリスに賞金を賭け、宣戦布告を言い渡した。それと前後して、奈々はある男から『シンドバットコイン』なるメダルを「船乗りシンドバッドに会え」との遺言と共に託される。実はコインは『黒いオークション』幹部がアマリリスへの挑戦権として暗殺者に託したもの。暗殺者たちはアマリリスをおびき出すためにオークションの所有宝物をオトリとして使い、コインはそのカギとしての機能も持っていた。迫り来る暗殺者との戦いの中で、アマリリスは華蓮の重鎮達により、花蓮を裏切り『黒いオークション』の一員になったある女性怪盗の存在を知らされる。彼女こそ、かつて怪盗ナルシスのライバルであり、現在では『黒いオークション』のナンバー2になった初代アマリリスだった。この暗殺騒動は他ならぬ初代が『アマリリス』の名を守るために2代目となった奈々の抹殺を狙って企てたものだった。『黒いオークション』は奈々の母を拉致、オークションの本部へと連れてゆく。かくてアマリリスの戦いは最終局面を迎える。母を救うため、組織との決着をつけるため、奈々は仲間たちと共に『黒いオークション』総本部『国家・アトラクシア』に攻め込む。

## 登場人物

### 主要人物
ナナ
主人公。女子高生「椎崎奈々」と怪盗「アマリリス」の2足のわらじを履く少女。作中アイドルデビューし「フラワー・ドリーム・ナナ」としても活動。最終巻で「かつてアトラクシアに住んでいた」と明かされアトラクシア崩落に巻き込まれて行方不明になるが、モンゴルで生き延びていた。学校は転校扱い、アイドルも引退。性格は勝気でじゃじゃ馬、男嫌い、しかしオカルトは大の苦手。料理も苦手である。また、たびたび巨乳をネタにされる。
私立皆星女子高等学校に通う女子高生としては、髪型は亜麻色のロングヘアをハーフアップにしているが、これは本人曰く「よくできたウィッグ」である。成績優秀だが怪盗稼業の忙しさから授業中は目を開けて眠っており、担任は気付いていないが学園理事長にはバレていた。さらに、そのまま指名されてもすらすら答える（悦子・耀子談）。悦子や燿子に言わせれば「手癖が悪い」。3人で街を歩いていたときにアーサープロにスカウトされアイドルデビューすることになるが、以降登校機会が減っている。
海とは初対面の印象が悪かったのに加え、学校同士が仲が悪いなど当初は反発しあっていたが、映画撮影を通じて想いを寄せるようになるFDナナとしてウェディングイベントに出る際に至っては、相手役に海を示唆されて赤面していた。
母譲りの変装技術はかなりのレベルだが、映画撮影時にはこれが仇となり「表面的な変装技術がかえって演技の幅を狭めている」と雪乃に評される。見た目だけそっくりで誰も気づかないが、内面は役になりきれていないため、映画は失敗確実だった。しかし、海に秘密を知られたことに関連して精神的な変化が起き、思わぬ形で映画は成功した。海に正体が露見した際、自業自得であるにもかかわらず「今までの生活から追われる苦しみ」を訴えるなど被害妄想に浸っていたが、彼が身体を張って正体を隠し通したり、日本での生活を棄ててアトラクシア侵攻等に同行したことから、その心情に変化が現れる。
海の好きなお隣さんの「椎崎奈々」は真の自身である怪盗「アマリリス」の演じたキャラクターにすぎない、名前も本当の名前ではないと思い込んでいたが、実は「椎崎奈々」は彼女自身の真の名前であることが、別れ際、父の口から語られた。美術品の保管庫が核シェルターであるだけでなく巨大な潜水艦になっていたことから壊滅するアトラクシアを無事に脱出し、モンゴルのパオ（幕屋）にいたが、口づけした際に掠め取ったイヤリングの片割れを手掛かりに居場所を突き止めた海が駆けつけ、愛の言葉と共に抱擁され、逃げてばかりだった奈々もようやく年貢の納め時を痛感し、彼と共に新たな一歩を踏み出す。
怪盗アマリリス
華連に所属する怪盗としてのナナの姿。ショートボブの黒い癖毛で、これが彼女の地毛。黒いシャツの上に半袖ジャケットを胸高に結んでおり、ピンクで統一した"ベレー帽・ジャケット・スラックス・靴"を着用している。依頼を受ける時は元締めを経由する。移動にはネコ型気球やビデオ屋のバイクを使っている。彼女が怪盗になったのは、幼いころに自分と母を棄てた思い込んでいる父の存在が大きく影響している。
アルカディア作戦で本条亜里沙の指示のもと、忍者の飛翔、ムウ=ミサと共闘し信楽老と対峙する。
フラワー・ドリーム・ナナ（F・D・ナナ）
アーサープロのスカウトを受けてデビューした、ナナのアイドルとしての姿。桃色のウェーブがかったセミロングヘア。本来はゆかりの代役だったため、コンサート当日限りの活動という約束だったが、社長のゴリ押しもあって本格的に活動を開始する。アイドルとしての衣装は露出過多気味。のちにスガちゃん作成のステッキを使用するようになる。映画『超少女明日香』に主演。アイドルとしての活動中に黒いオークションに巻き込まれる。
椎崎雪乃（しいざき ゆきの）
ナナの母。通称ママさん。かつては彼女自身も、華連所属の怪盗「白水仙（ナルシス）」として活動しており、当時は水仙を添えたメッセージカードを犯行現場に残していた。泣き黒子が特徴。男嫌いの娘を心底案じており、娘の不祥事を歓迎する向きもある。転警部に想いを寄せられている。映画では芙蓉夫人を演じる。海曰く「イヤリングとかいっぱい持ってそう」だが、実際には華連から支給された発信機つきの一組だけを身に着けており、初代アマリリスに誘拐された際に救出の決め手となった。
スガちゃん
本名・谷村スガ。椎崎家住み込みのお手伝いさん。家事は万能で特に料理が上手。さらにはアマリリスの使う各種メカや特殊スーツまでも製作。映画でもそのテクニックを活かし演出に貢献した。
劇中では和田本人をモデルとする漫画家・岩田慎二と旧知の仲。
森村海（もりむら かい）
椎崎家の隣家に越してきた、ナナと同い年の男子高校生。皆星女子校の近隣にある男子校「津雲高」に通っており、学校ぐるみで仲が悪い。同級生との"皆星の女子寮に忍び込み、陥落の証として黄色いハンカチを屋上に掲げさせる"という賭けがナナたちにばれ、寮の外観を少女趣味にされるという手痛いしっぺ返しを食らう。当初は寮生活だったが、先述の事情を知った別居中の母親に退寮させられ、母方の伯父の転警部と同居し始める。成績優秀で動体視力も良いが、ナナにはかなわない。
中学時代の友人4人と共にアマリリスと遭遇し、5人揃ってファンになってしまうが、のちに同一人物だと知らずにFDナナのファンにもなり、彼女にからかわれる。ナナが戸川城太郎を訪ねる際に5人で同行し、バックコーラス「アマリリス騎士団」としてデビューする。
映画では田添一也役で、撮影中に皆星の女子からの人気No.1に祭り上げられるほど容姿端麗。当初はナナと険悪だったがのちに相思相愛になり、撮影中に「ナナ＝アマリリス」だと知ったときには「撮影が終わるまでは逃げるな」と発破をかけながら、撮影終了後にわざと駅の階段から転落して、そのショックで"部分的な記憶喪失（逆行性健忘症）"を患ったと偽装し彼女の正体を隠し通した。実は、長年の付き合いで隠し事をすると無表情になるという癖から伯父にはうっすらとバレかけていた。アトラクシアでナナのファーストキスを強引に奪い、最終回で彼女のイヤリングも雪乃と同様の花連の支給品だと見抜き、彼らのバックアップで行方を突き止め、モンゴルの奈々の元まで駆けつけ深い愛を見せる。
転兵介（ころび ひょうすけ）
海の母方の伯父（海の母親の兄）で、アマリリス専属捜査官。階級は警部。アマリリスには逃げられてばかりいるが、隣人のナナがその当人とは知らない。雪乃に想いを寄せているが、自分自身は雛子に想いを寄せられている。映画ではコロンボ役だった。
各神遼一郎（かがみ りょういちろう）
各神財閥の御曹司。当初は父の遺言に従ってナナのパートナーとして登場するが、のちに海にそのポジションを奪われる。FDナナを全面的にサポートしており、ファンクラブ会員番号1番だったが、後にジェフにその地位を譲渡してしまう。
彼の父はかつて現役時代の白水仙と出会い、彼女の怪我を治療したり審美眼を養う手伝いをしたりと交流があった。

### 皆星女子高校関係者
悦子（えつこ）
奈々の親友。いつも耀子と3人で行動する。ロングヘアにカチューシャをしている。酒癖が悪い。実家から通っている。映画撮影時にはタイムキーパーをはじめ、耀子の右腕として活躍する。のちの和田作品『少女鮫』『傀儡師リン』にもカメオ出演する。
燿子（ようこ）
奈々の親友。いつも悦子と3人で行動する。おかっぱ頭で眼鏡をかけている。海にも名を知られているほど頭脳明晰で、寮長候補といわれるほどしっかり者。文芸部に所属しており、その文才とカリスマを買われ、映画撮影時には監督と脚本を務めた。映画撮影を通じ、白沢とはケンカ友達になる。悦子同様、『少女鮫』『傀儡師リン』でカメオ出演する。
理事長
皆星の理事長。恰幅のいい初老の女性。奈々の芸能活動に理解を示し、優しく見守っている。映画撮影時には脚本担当の4人の合宿所として自宅を開放した。奈々が授業中に目を開けて眠っていることを見抜いていた。
教頭
皆星の教頭。やや痩せぎすの中年女性。奈々の芸能活動を当初は快く思っていなかった。映画撮影時にも、海ら男性陣が敷地内に入ったことに不快感をあらわにした。
奈々たちの担任
いかつい中年男性。落ち着きのない生徒に比べて奈々を高く評価しているが、彼女が授業中に居眠りしていることに気付いていなかった。

### アマリリス騎士団
佐々（ささ）
片目が隠れるほどの長さの前髪だが、普通のショートヘアで茶髪。小学生のころには音痴といわれていたが、戸川のトレーニングで歌唱力が向上した。終盤、ウェディングイベントでナナのパートナーを務めるはずだった海に代役を押し付けられるが、本物のナナはアトラクシアに侵攻しており、イベントにはダミーが出ていた。
白沢（しらさわ）
肩にかかるほどの長さの癖毛を首の後ろで結んでいる。初期のオカルト事件では、彼の姿をとった殺人被害者の霊が現れてアマリリスを失神させた。文芸部に所属しており、映画では脚本を担当したほか、当初は険悪だった耀子と親しくなった。
右京（うきょう）
背中の中ほどまで及ぶ長髪。少々ナルシスト。ベレー帽事件のときにアマリリスが変装したことがある。
蒼島（あおしま）
黒髪の短髪。5人の中では最も体格がよく、映画では大道具やセット作りを担当した。

### 警察
倉見雛子（くらみ ひなこ）
警視。父は転警部の先輩。転警部とは親子ほどに歳が離れており、警部曰く「オシメ替えてやった」仲である。ところが、彼にゾッコンで結局最後に結婚してしまう。アマリリスと黒いオークション検挙の題目で、経費でオートクチュールのウエディングドレスを購入しようとするほど。
実は、『スケバン刑事』でサキを学生刑事に任命した「暗闇警視」こと倉見警視の娘で、本作では倉見警視は総監で既に引退したらしい。
倉見（くらみ）
嘗て「暗闇警視」と呼ばれた人物で、倉見雛子の父。最終的な階級は総監で、本作では既に退職している。サキとその他4名の学生刑事を任命し、表の警視総監をも凌ぐ力があると噂され「裏の警視総監」と仇名された。転警部とは先輩後輩の間柄で、花とゆめコミックス第11巻のp.16で、彼に娘に手を出さないよう釘を刺す姿がある。

### 芸能界関係者

#### アーサープロ
麻丘雅（あさおか みやび）
アーサープロ社長。江の木の後輩であるゆかりの写真を見て彼女をスカウトするが、逃げられたため奈々に代役を頼む。1日だけの約束だったが、ナナの力量に感嘆し本格的にデビューさせた。ナナに新人賞を獲らせるためなら、各神に審査員への賄賂の依頼で頭を下げることも厭わない。秘書の早瀬からは想いを寄せられている。ナナの電撃引退により、早瀬を押し倒した。
江の木（えのき）
ナナのマネージャー。太り気味の冴えない容貌の男性で、その事に劣等感を感じているため押しが弱く、いつも麻丘に怒られていて頼りない印象だが、いざというときにはナナやゆかりを守る頼もしさを見せる。ナナたちが戸川のもとに向かう際に同行する。北斗一星（ほくと　いっせい）というペンネームで作詞も手がけている。ゆかりの高校のOBで、同窓会で出逢ったときから彼女に想いを寄せられており、後に電撃結婚する。モデルは作家の鷹見一幸である。
早瀬（はやせ）
麻丘の秘書。妙齢の女性。

#### マナベプロ
黒沢ゆかり（くろさわ ゆかり）
ナナと同時期にマナベプロからデビューしたアイドル。国民的アイドルの座をナナと二分し、ファンの98%が男性である。江の木の高校の後輩で、本来アーサープロからデビューするはずだった。シルエットから順次公開し、顔はデビュー当日に明かすという手はずだったため、代役を頼んでも差し支えなかった。江の木をこき使うアーサープロの姿勢に失望して失踪し現在に至るが、ずっと江の木に想いを寄せており「北斗一星（江の木）の歌を歌うことが夢だった」とまで言っている。終盤で結ばれる。
ナナが戸川のもとに作曲依頼に向かったと聞きつけて自らも出発するが、彼女が教わったのは戸沢白雲だった。さらに、ナナが出演を蹴った映画を押し付けられたりもする。強気かつ強引な性格で、ナナのマイペースさを「のほほん娘」と嫌っているが、基本的には気が合うらしく江の木と婚約した際にはナナに報告していた。
真鍋虎彦（まなべ とらひこ）
物語開始当初のマナベプロの社長。黒いオークションの一員。ナナに新人賞を獲らせないためにナナを誘拐するが、報復でオークション関係の青いファイルを盗まれ失脚する。引退後はアメリカで暮らすとは報道されたが、重大なミスを犯してのアメリカ行きであり、悠々自適ではないことは確実である。
真鍋守之助（まなべ もりのすけ）
マナベ芸能プロダクションの創立者にして初代社長。八雲再起の呼び水となったコミックス第8巻の「幻のCDを捜せ！」の焦点となる親戚の結婚式で歌を披露して"神の声"と絶賛された2日後に、変声期でその美声を失った美声の持ち主ヨハン=ウィンドルンの、その結婚式における歌声を収めた「金色のCD」を制作した人物。ヨハンはウィンドルン夫妻がの実子とされているが、実はウィンドルン夫人との間に生まれた守之助の実の息子であるという裏事情があった。つまりこの世に遺されたたった1枚の金色のCDは守之助にとっては息子の形見であり、事情を知った奈々と海の賛同の元、2人一緒に1度だけ聴いた後、守之助の墓前に返却された。
後述するように八雲の復帰は守之助の恩恵とも言えるものである。
八雲翔（やくも しょう）
真鍋虎彦の後任の新社長。「黒狼登場」で黒狼を使って青いファイルを奪還したり、「黒いオークション」の関係者に接触して美術品の強奪を防ごうとするなど暗躍していた。「炸裂！声斬波（ミラクル・ボイス） ACT3 W・声斬波（ミラクル・ボイス）」でマナベプロの新社長として就任するもアンナの登場で一時失脚し、社屋ビルの地下室に寝泊まりしながら彼女の奴隷のようにこき使われる様を、陰で一般社員に笑われる屈辱を味わう。しかし、幻の一枚とされる金色のCDを探すアマリリスに協力してやった礼として、地下室を高度なオフィス空間に変えられたことを機に再起を誓った。
「黒いオークション」のNo.2（麗子）によって拉致されたことをきっかけに、「蜘蛛女のキス」で正式にティアラ=ドームの全権を任されて復帰する。これと前後して再び黒狼と接触を図り、Mr.ヒューノの日本での部下として彼を紹介し、コイン争奪戦を仕切り、その上で彼をその争奪戦に送り込む。ドームでの戦いでアマリリスの逃亡を幾度か助け、土台が揺れている組織に不審を抱いてアマリリスが謎を解くに違いないと確信して彼女を見送った。
本作以前には『超少女明日香』で田添社長の秘書として潜入した芙蓉夫人のスパイである八雲、『スケバン刑事 第2部』で第二秘書グループから第一秘書グループに昇格した八雲として、本作以後には『傀儡師リン』で女性人形師・阿妻美保の弟・阿妻八雲として登場した。
アンナ=島村
八雲を押しのけて社長に就任したアメリカ時代の上司。ナナを「弱小プロのロリポップ」と馬鹿にしているが、当のナナがマナベプロにやって来た時は振り回されていた。八雲を会社の地下室で寝泊りさせながら、自分はゴルフカーに乗りキャディ役の八雲は徒歩で移動させるなど横暴が目立ったが、隙だらけで油断していた間に「黒いオークション」のNo.2と接触した八雲に出し抜かれ失脚しアメリカに逆戻り。実は八雲がNYにいたころより自身の実績とするものは八雲の手柄であり、Mr.ヒューノもそのことは知っていた。

#### その他の芸能界関係者
戸川城太郎（とがわ じょうたろう）
作曲家。あばら家に住み、隠遁者のような風貌をしており、作曲依頼に来た者に最後まで耐え切ったのはナナ＝アマリリスのみとなる過酷な体力トレーニングを課すので、山のふもとの住民たちにも「戸沢白雲」だと勘違いされていた。過酷なトレーニングは発声の基礎体力をつけるためであり、現にアマリリス騎士団の5人は飛躍的に身体能力と歌唱力が向上した。彼とタイマンで勝負して勝つことが免許皆伝=作曲引き受けの条件である。
戸沢白雲（とざわ はくうん）
忍者。山奥の洋館に閉じこもってピアノを弾いており、身奇麗にしていることから、ふもとの住民は彼が「戸川城太郎」だと思い込んでいた。ゆかりに過酷なボイストレーニングを課し「声斬波（ミラクル・ボイス）」を伝授した。彼女を愛弟子とまで呼んでいる。後にアマリリスにも「声斬波」を伝授する。
ジェフ
アメリカのレジャーランドのオーナー。各神と親交があり、ナナの海外進出にも協力する。

### 花連（カレン）
長老
花連の長老。初代アマリリスの離反を快く思っていないが、アマリリスが白水仙を救出に行くと宣言した際にも彼女の身を案じて難色を示す。その反面、海の想いを知り、奈々を押し倒せと煽るお茶目な爺さんである。
元締め
表の顔はレンタルビデオ店の店長。アマリリスへの依頼を取りまとめる。白水仙とも親交がある。
ダミー
映画撮影後から登場。不在がちなナナに変わって代役を務める少女。特に本物がアマリリスとして活動しているときにFDナナの芸能活動を代行することが多く、歌唱力も騎士団相手なら誤魔化せる。本物のナナを「先輩」と慕い、スガちゃんや雪乃の指示で「本物らしく」振舞おうとするが、海とナナの関係を進展させようとした雪乃たちの入れ知恵である海へのアプローチが積極的過ぎたり、極度に緊張に弱かったり、と違う部分も多々ある。体型は本物と全く同じ。最後は「先輩（本物）が居てこそのダミー」だからと、雪乃やスガちゃんのダミーと共に引っ越していった。

### アルカディア作戦
本条亜里沙（ほんじょう ありさ）
『銀色の髪の亜里沙』の主人公。考古学と地質学の権威として有名だが、それ以外は謎に包まれている。奈々は銀髪のウィッグだと勘違いしたが、洞窟に落とされ暗闇の中で長く過ごした結果、白髪を通り越して銀色になった地毛である。
嘗て、親友だと信じた少女達に裏切られて洞窟に落とされ、その一人の父親の陰謀で母を精神病院に幽閉された挙げ句、死に至ったことで彼らに復讐を目論む。本作では神出鬼没の謎の大富豪として暗躍している。アルカディア作戦終了後、出航し消息を絶った。
ムウ=ミサ
私立探偵。かつては内閣調査室の特務員だった。『スケバン刑事』第2部にて登場、主人公・麻宮サキに一目惚れしたと公言して神出鬼没を繰り返しながら接近する。サキも憎からず思っているような描写はあったが、結局は彼女は神恭一郎と結ばれて失恋した。さらには、サキは作中の最終決戦において神と共に死亡する。その後、ムウ=ミサ自身は内調を辞して神の探偵事務所を引き継ぎ、探偵業を営むことに。その後、『深海魚は眠らない』のヒロイン・相沢江梨子とほのかに思いを寄せ合うが、復讐のために殺人を繰り返した彼女は留置場内で最後のターゲットをも手にかけ、さらにはすでに治療の出来ぬ心臓病を抱えた身であったため、これも悲恋に終わった。その後、ある事件で知り合った12歳の少女を引き取り同居を始め、彼女を蝕む病の治療に必要な大金を得るべく、亜里沙のアルカディア作戦に参加した。
飛翔（ひしょう）
『忍者 飛翔』の主人公。母の遺言で陰に日向に主人である真琴に仕えているが、それゆえにこそ想いを伝えることは出来ずにいる。真琴からは冴えない下男として扱われ「ね太郎」と呼ばれている。
信楽老（しがらきろう）
『スケバン刑事』他、多くの作品で暗躍する老人。幕末に撮影された写真には既に老人としての姿が残されており、そこから計算すると200年以上も生き続けている現代の妖怪である。『快盗アマリリス』で奈々が爆殺し、『スケバン刑事』でサキに敗れ絶命したことで2度も死んでいるにもかかわらず生き続け日本の歴史の裏側で政財界を裏から操り暗躍する。
企業乗っ取りの悪役として『お嬢さん社長奮戦中!!』に初登場し、2回目の登場は『怪盗アマリリス』のパイロット版である『快盗アマリリス』でアマリリスの放った火矢がスノーモービルから漏れた燃料に引火して爆死し、その系列会社は業界から消滅しが登場第3作『5枚目の女王』である大企業の会長として最初の復活を遂げていた。そして第4作『スケバン刑事』で人間離れした"妖怪"に進化しフードを被った姿でプロボクサー並みの身体能力を見せつけ女子高生達を魅了しフードを晒して老人だと明かしてショックで彼女らを卒倒させるという茶目っ気を発揮しつつ巨悪として悪事を重ね、梁山泊での死闘の果てにサキに倒された。しかし、第5作『怪盗アマリリス』の番外編「アルカディア作戦」で2度目の復活でアマリリス（奈々）とムウ=ミサの前に出現した。

### 黒いオークション
船乗り（キャプテン）シンドバッド
「黒いオークション」のリーダーにして、ナナの実父。戦乱などで散逸した美術品の回収・保護を目的とする組織として「アトラクシア」を設立したが、世情の安定に伴って次第に私利私欲に走る者が増え始めたため組織の変質を余儀なくされた。余命幾許もない身であることが漏れ、幹部達の勢力争いを招いてしまったため、自身の代で組織を葬る決意を固めて各国政府に内部情報をリークした。
娘（=奈々）には2度と会えると思っていなかったが、結果的に彼女を組織の内紛に巻き込んだことを後悔し謝罪していた。最期は奈々達に美術品を託し、自分の乗った船を見届けるのが船乗りの仕事だと崩落する「アトラクシア」と運命を共にした。
海との会話はごく僅かながら、彼をナナのパートナーとして認めていた。
初代アマリリス
本名は「九鬼麗子（くき れいこ）」である。シンドバッドの右腕にして組織のNo.2。嘗て花連に所属していたが今は離反しており、「白水仙」とはライバルかつ親友で本名で呼び合う仲だった。雪乃を誘拐し、奈々達を「アトラクシア」におびき寄せた。黒狼の実母であり、死に際、上の息子は戦禍で失うも唯一の心残りだった下の息子に会えたことを喜んでいた。自身の身勝手が原因で家庭が崩壊し、夫の失意の死と息子達の苦難の原因になったことを悔やんではいたが、それ以外の道を歩めない我が身を自覚していた。
シンドバッドと共にアトラクシアと沈んだ。
シン・アルザック
奈々=アマリリスに最初に接触した黒いオークション幹部。三つ首竜のコインを託した直後、他の幹部の手下に暗殺される。
ワイズマン
1人目の刺客。巨大魚のコインを持つ。筋骨隆々の大男で、アマリリスを力押しで追い詰めるが、声斬波の前に斃れる。最期は負けを認め、自ら舌を噛んで死んだ。彼が持っていた「モルフォ＝クリスタル」はかつて白水仙が盗むのに失敗した因縁の美術品だった。
B・ベニー
2人目の刺客。大蛸のコインを持つ。華僑らしき喋り方をする。指先で有刺鉄線を操りアマリリスを翻弄するが、彼女の動きに惑わされて電燈に鉄線を打ち込んでしまい、感電死する。彼の死をきっかけにアマリリスは刺客たちの命を守ろうとするようになった。彼の持っていた「蜘蛛女のキス」は黒狼に奪われてしまう。
ミザリー
3人目の刺客。骸骨兵のコインと秘宝「ドラゴンの箱舟」を所持。全身毒の女と自称するとおり、体液に汗1滴で池に潜んでいた敵を全滅させたほどの強い毒性を持つ。長いお下げにもナイフを仕込んでいる。体術にも優れ、目が見えない状態でも正確に髪に仕込んだナイフでアマリリスを狙える。戦闘後意識を失っていたところをアマリリスに助け出され、椎崎家で生活するうちにアマリリスの味方をするようになり、この時に毒体質改善のための薬を処方されている。ジュニアに強引なアプローチをしている。
ジュニア
4人目の刺客。サイクロプスのコインを所持。爆発物のプロで、通称・ニトロボーイ。小柄で華奢な体躯からジュニアとも呼ばれており、どちらの通称も嫌っているが、結局はジュニアで通している。全身に爆薬をテープ化したものを巻いており、それを少しずつ千切っては両耳のピアスから送る信号で爆発させる。刺客として送り込まれアマリリスに敗れるも、命を助けられて椎崎家で生活するうちにアマリリスの味方をするようになる。ミザリーを当初は鬱陶しがっていたが、終盤ではまんざらでもなさそうにしていた。
もとは『忍者飛翔』のキャラクター。
ファントム
5人目の刺客。本名は「マルカス」。メドゥーサのコインを所持。幻術使いで、オカルト嫌いのアマリリスとは対戦相手としては相性が悪い。長髪に隠れて表情が読めない。猫のミックを常に従えている。死神の通り名のとおり、鎌を得物としている。彼の直属の上司であった組織幹部は彼の実父だったが、ファントムがアマリリスに加担したことで失脚し、「顔の皮を剥がれ、体内に爆薬を埋め込まれ」た。自ら組織を離反することを選び、椎崎家に居候する。
Mr.ヒューノ
黒いオークション幹部。ロック鳥のコインを持つ。アルハンブラという直系の部下がいるが、その土地に詳しい人間を部下にしたほうが効率的という理由から、八雲の紹介もあり黒狼を刺客にした。彼のコインと対応するウエディングドレス【炎の花】も黒狼の手に渡り、FDナナがマナベプロによる合同結婚式『イベントW』で着ることとなる。他の幹部が降格されて己のトップ就任を確信してティアラ=ドームにやって来るが、【炎の花】を盗まれてショックに打ちのめされる。
兵士
目だけが開いた仮面を被り、黒いターバンに全身を覆う長さの黒いローブを身に着けた集団。戦闘力に優れ、アトラクシアに侵攻してきたアマリリスチームと対決する。体内に爆薬を埋め込まれており、任務に失敗した際はその場で爆発させられるため後にジュニアはこれを利用し、ピアスの周波数を変えることで任意に彼らを爆発させられるようになった。ファントムと父親の会話によれば、失脚した幹部らも同じ扱いを受けているという。

### その他
木暮（こぐれ）
東京都下のはずれにあるO刑務所の受刑者。奈々の怪盗としての仕事を仲介している元締めの知人で、「黒いオークション」の情報を持っている。
かおり
木暮の娘。現在の夫との間に愛という娘がおり、木暮が出所した暁には4人一緒に暮らしたいと願っている。父親が泥棒だったことで縁談が破棄され、職場も家も追い出されたことを気に病んだ父を愛している。母を亡くして以降、男手一つで苦労しながら自身を育ててくれたことを理解しており、微塵も恨んではいない。
岩田慎二（いわた しんじ）
スガの既知の少女漫画家。愛称は「ガンさん」で、『スケバン刑事』『左の眼の悪霊』『愛と死の砂時計』にゲスト出演し、『怪盗アマリリス』で奈々達が制作・出演する「超少女明日香」の原作者として登場した。「名張潤子（なばり じゅんこ）」という16歳の婚約者がいる。2編のみで終わった〈エコと兄貴さま〉シリーズの「兄貴さま」として沼重三の過去編でもある『大逃亡』のラスト近くに「エコ」中山映子と共にカメオ出演した。
和田慎二の作中での分身であり、容姿も彼の自画像と同一。
鳴沢（なるさわ）
白沢と同じ高校で、同じく文芸部所属の男子。最初に脚本草案を書き上げた。遠間といい雰囲気になる。
遠間雪乃（とおま ゆきの）
映画の脚本担当のひとり。多路高校の生徒で、鳴沢の脚本に触発されて徹夜で執筆した。鳴沢といい雰囲気になっている。
大島浩二（おおしま こうじ）
ハンバーガー屋の店長。映画撮影時にはエース役を務め、後にイブ役だった愛子と恋仲になり婚約した。
伊川愛子（いかわ あいこ）
N高等学校の医務教諭。常日頃から退屈して何か面白いことはないかと愚痴を零していたが、奈々達の映画でイブ役に選ばれ撮影に参加した。エース役の大島と役そのままに愛し合うようになり、撮影終了後に撮影スタッフの祝福を受けて婚約した。
浦賀仙吾（うらが せんご）
耳八幡役の体育教師。八幡役がブレイクして人気教師になったため、撮影終了後もスキンヘッドを貫くことにした。映画に参加する前は「嫌いな教師」ベスト3だったが、撮影スタッフの女子生徒達にモテた上、学校でも人気が出るようになる。
藤野（ふじの）
藤野病院の院長。映画『超少女明日香』（第1作）の最後の駅のホームでの明日香との別れのシーン撮影後、事故を装ってわざとホームの階段から転落した海を診察した。『スケバン刑事』でもサキや事件の関係者等の治療を行った。
黒狼（くろおおかみ）
初代アマリリスの息子にして、アマリリスのライバル。本名は「九鬼秀臣（くき ひでおみ）」で、九鬼調査事務所を営む。黒いレザーに身を包み、髪を派手に染め分けた男というのが黒狼としての扮装である。
母に捨てられてすぐに父が亡くなり、商社マンを経てニュースカメラマンになった兄の貴之も海外で戦禍に遭い、その死に際にもう一度母に会いたいと言い残して息を引き取った。その兄の婚約者で、足の手術を控えた有希子の見舞いに行っている。兄の名で手紙を書いて国際線の旅客機の乗員である知人に海外で投函させ、有希子に送っていたが、それは見抜かれていた。彼が怪盗をやっているのは彼女の手術費の工面のためである。
アトラクシアでの死闘から帰還した際、兄の死と自身が危険な仕事をしていることを知っていたと言われ、彼女にこれまでの話をしつつアマリリスに心の中で“もう黒狼はいなくなるかもしれないぜ”と密かに別れを告げる。
有希子（ゆきこ）
秀臣の亡き兄の婚約者。足が不自由で、大きな手術を控えた身である。秀臣のお芝居に気づいて貴之の死を悟っていたが、ただただ秀臣の訪れを楽しみにしていた。いつか、彼が真実を話してくれると信じ、その日を待ち続けていた。どんなことをしているかまでは知らないが、秀臣が自身の手術のために危険を犯していると察しており、彼まで失うのではと心を引き裂かれる思いだった。亡き婚約者を越えて、その弟に想いを抱くようになるのは自然な成り行きだと言える。

## 用語
アマリリス騎士団
海たち5人がFDナナのバックコーラスとしてデビューしたときのグループ名である。フルフェイスの仮面とタキシード、マント姿で登場。5人の顔は歌っている間は隠れている。結成当時、5人は「怪盗アマリリス」に惚れ込んでおり、ナナがからかい半分に「アマリリス（の花）が好き」と発言したことでこの名称になった。後にナナの正体を知った海は、この時のやりとりを蒸し返して憤りを見せた。5人とも歌は素人同然だったが、戸川のトレーニングを通じて歌唱力が飛躍的に向上した。
5人は中学時代からの友人で「桂木中学5人組」として硬派グループで知られており、現在は全員が男子高に在籍している。アマリリスに惚れ込んだ切っ掛けは、海が彼女の落としたベレー帽を奪い返すように挑発し、5人とも手痛いしっぺ返しを食らったため。以来、FDナナのピンチにもアマリリスのピンチにも駆けつけ協力するようになった。
花連（カレン）
奈々や雪乃が所属する盗賊の一団。一様に紋付袴で覆面を被っている。屋敷のある一帯の隠し名であり、盗賊の里の中心的存在である。
アルカディア作戦
サイラス=フランケンシュタインの救出を計画した亜里沙が命名した作戦。奈々・ムウ=ミサ・飛翔らが正面からでは依頼に応じてくれないと見越して脅迫し作戦遂行を強いたが、亜里沙の"彼にとってのアルカディアを見つけ、やすらぎを得て幸福になって欲しい"という願いを込めた作戦名だった。唯一、同居人のために莫大な手術費用を欲するムウ=ミサだけが素直に依頼に応じたのに続き、真琴第一の飛翔も嫌々ながら応じたため、悪党の依頼なら断固として断ろうとした奈々の反抗的な態度に刀の切っ先を首に突き付けて応じさせた。2対1で奈々の負けだった。
黒いオークション
奈々の父が総帥を務める集団。どこの国かは不明だが、一国家を母体にした組織であり、空港並みの地下倉庫に、膨大な数の幻の美術品が保管している。
元々は、戦乱などで散逸した美術品の回収を目的とする組織だったが、次第に私利私欲に走るものが増えたことで奈々の父が自身の代で終わらせると決意し、各国政府に組織の存在をリークした。

## 快盗アマリリス
1973年に『別冊マーガレット』11月号に掲載された読切作品。前述の通り『怪盗アマリリス』の原型作品。1975年、マーガレット・コミックス（集英社）「呪われた孤島」、STコミックス（大都社）「大逃亡」、WADA SHINJI COLLECTION（朝日ソノラマ）「怪盗アマリリス」第1巻に収録された。

### 快盗アマリリスのあらすじ
椎崎奈々は全寮制高校に通う女子学生だが、連夜の「怪盗アマリリス」としての怪盗家業による寮の抜け出しがバレて退学となってしまい、実家のあるK町に帰って来た。K町では信楽コンツェルンによる地方開発が行なわれ活気に満ち溢れているはずだったが、なぜか住民は肥満体の人ばかりで、彼らは笑っていても疲労感を漂わせていた。昔は怪盗「白水仙」と名を轟かせた母・雪乃もその一人である。
地元の高校に転入し、中学時代の親友・佐藤容子に再会する。しかし、小学校に戻ったかのように給食があり、大量の食事に何人分かの間違いではないかと困惑しつつ全部たいらげてしまう。自己嫌悪の毎日の中、容子の表情の翳りの理由を尋ね、薬物研究所の彼女の兄が精神病院に入れられてしまったことを打ち明けられる。帰宅する彼女の背を追おうとして奇妙な倦怠感から足を止めてしまうが、それが生涯続く後悔に繋がるとは思いも寄らなかった。
ある日、胸がきつく感じて絶壁の胸がやっと女性らしい発育を始めたかと思いきや自身が太り始めたことに気づいて愕然となり、絶食すると狂ったように食料の中の何かを求めていることを悟る。禁断症状を自力で脱した奈々は食料に麻薬が含まれていることに気づき、信楽コンツェルンの追求を始める。そんな矢先、容子が行方不明だと知り、彼女の兄が閉じ込められた精神病院に駆けつけるも一足遅く、病院は放火されて信楽食品の秘密を知って監禁された人々は全員焼き殺され、容子もまた大火傷を負って奈々に秘密を打ち明けようとしてボウガンの矢を射られて絶命する。
親友の非業の死にこの町に来て日の浅い自身こそが気づかねばならなかったと自らを責めた奈々は、直ちに行動を開始した。信楽銀行に夜毎トラックが集まることに疑問を抱き、タイムロックの大金庫を破ると特殊なキノコを栽培する冷凍庫が広がっていた。支店長から信楽鉄道沿線はその麻薬による実験的モデル地区であることと麻薬の摂取により住民は肥満体になり奴隷と化すこと、信楽老は北海道のR平原にある基地と培養場を視察中だと聞き出す。北海道に向かう直前、TVで信楽食品により政府閣僚が信楽老の奴隷と化した姿を見、信楽老の陰謀の正体を奈々は知る。基地の従業員もまた奴隷と化しており、それを利用して奈々は信楽老の声色を使って培養場のケースの中のキノコを普通のキノコと入れ替え、爆破して麻薬の原料であるキノコを消滅させ、スノーモービルで逃れようとした信楽老を爆殺した。
その後、奈々は日本政府にアマリリスの花びらを同封した手紙で事件の全貌を報せて麻薬に蝕まれた人々を救い、信楽老の罪が暴かれたことで信楽コンツェルンは崩壊した。